# Круподеринська загальноосвітня школа І-ІІІ ст
Круподеринська загальноосвітня школа І—ІІІ ступенів — загальноосвітня школа, розташована у селі Круподеринці (Оржицький район Полтавської області).

## Загальні дані
Сьогодні в школі навчається 44 учні, працює 18 учителів. Із них 5 учителів 1 категорії, та 3 учителі 2 категорії, ще 3 учителі мають категорію «спеціаліст». Протягом останніх 10 років учні школи неодноразово ставали переможцями спортивних змагань, районного етапу Всеукраїнських учнівських олімпіад з історії та хімії, за що були нагороджені грамотами.

## З історії шкільництва і школи в Круподеринцях

### Початкове народне училище
У 1869 році в Круподеринцях  було відкрито початкове  народне училище. Для  нього спеціально  збудували приміщення. Очевидно, школа була відкрита за ініціативою С. М. Забіли – поміщиці, благодійниці, вона ж і утримувала школу за свої кошти. Перші два роки земство не змогло прислати вчителя і Софія Миколаївна сама вчила дітей.
На початку XX ст. будівля школи застаріла і потребувала заміни. Нова школа була побудована в центрі села понад дорогою.
Крім народного училища, у Круподеринцях існувала і церковна школа грамоти, яка була відкрита у 1889 році.

### Церковно-приходська школа
На початку XX століття  було побудовано нову церковно-приходську школу, про що детально писав журнал «Полтавские епархиальные ведомости».
У 1926-1927 роках школа в Круподеринцях була розширена і вважалась однією з найбільших в районі.
Під час Другої світової війни в селі діяла школа, навчання в якій обмежувалося 4-ма класами.

### Радянський період
Після німецько-радянської війни Круподеринська школа відновила роботу і стала семирічною.
У 1956 році навчалося понад 241 дитини шкільного віку. У школі було по два перших, п’ятих, шостих та сьомих класів, від 17 до 26 учнів.
З 1957 року школа стала восьмирічною.
З  серпня 1965 року, за клопотанням голови колгоспу - Матяша Івана Омеляновича, школа стала десятирічною. Перший набір, до 9-го класу, становив 35 учнів з Лубенського району - Круподеринці, Балаклійського - Савинці, та Бородянського - Пилиповичі. Окремі учні були з Кандибівки. Директором школи був Значко Олексій Ігорович.
У 1975 році,  відкрила свої двері для учнів нова, двоповерхова школа в центрі села.
До 1972 року директорами школи працювали - Годун Григорій Сергійович, Значко Олексій Ігорович, Лозицький Іван Федорович та Глущенко Михайло Павлович.
З 1972 року школу очолював - Капелюха Костянтин Сергійович.
У 1980 році директором школи став - Григорій Антонович Безрук.
З 1984 року Круподеринську ЗОШ І-ІІІ ступенів школу очолює - Бутенко Микола Миколайович.
В кінці 80-х років проведено значну роботу по покращенню матеріальної бази школи. Перший комп’ютерний кабінет «Корвет» - безкоштовний подарунок Міністерства освіти України школі, директор якої- Бутенко М.М. представляв освітян області на XIX Всесоюзній партійній конференції у Москві. Ще один комп’ютерний кабінет «Спектрум» для школи було придбано колгоспом.
З 1988 року у школі запроваджено профільне навчання учнів старших класів за програмою підготовки водіїв транспортних засобів, категорії «С». Заняття проводять викладач автосправи — Сербин Юрій Петрович та майстер виробничого навчання — Маліченко Юрій Іванович. Для навчання учнів господарством, було придбано автомобіль ГАЗ-53. Школою підготовлено понад 200 водіїв.
Круподеринська школа була базовою в районі з питань трудового навчання, виховної роботи, використання ідей А. С. Макаренка.
Були запроваджені трудові книжки для учнів, де фіксувалася їх трудова участь протягом перебування у школі. Таким чином нагромаджувався трудовий  стаж випускників, що сприяло їх адаптації до трудового життя.
Директор школи спільно з правлінням колгоспу та профспілковою організацією розробили умови змагання та оплати праці учнів влітку.
За допомогою колгоспу, учні здійснювали екскурсії по історичних місцях, побувавши в різні роки в Києві, Москві, Ленінграді, Ризі, Волгограді, Севастополі, Одесі, Тулі, Ярославлі, Львові, Івано-Франківську.
Зростає педагогічна майстерність вчителів. У школі працювали вчитель-методист - Бардик Ганна Миколаївна і старший учитель - Сербин Євдокія Йосипівна. Продовжують працювати «Відмінники освіти»: Бутенко Микола Миколайович та Афанасьєв Анатолій Володимирович, старші вчителі: Житинська Алла Іванівна, Карпенко Наталія Володимирівна.   
Круподеринська  середня  школа, однією з перших  в районі, перейшла до навчання дітей з 6-річного віку. Для цього була створена відповідна матеріальна база – ігрова та спальна кімнати, набори ігор та дидактичних матеріалів.
У порядку експерименту школа перейшла першою в районі на п’ятиденку. Активно працював колектив педагогів, над впровадженням залікової системи навчання в старших класах.
Педагогічний колектив в організації виховної роботи, тісно взаємодіяв із органами учнівського самоврядування - радою командирів, клубом «Старшокласник» тощо. Традиційними стали розширені наради за участю вчителів та учнівського парламенту для планування виховної роботи на семестри. У виховний процес було впроваджено методи комунарського виховання (колективні творчі справи, створення різновікових загонів, проведення предметних тижнів, Днів науки, Днів дублера, Днів здоров’я), а також КВК, вікторин, вечорів відпочинку.
Щороку у травні з виїздом школи до лісу, відбувалася гра «Зірниця» із змаганнями по орієнтації на місцевості та спортивно-туристичними конкурсами. Завершувалася гра польовою кашею, морозивом.

### Сучасна Савинська школа
Ця робота продовжувалася і у наступні роки. З 2000 року школа переведена на опалення природним  газом. Базове господарство Агрофірма «Дружба»  виділило 30 тисяч гривень на будівництво газової теплової генераторної, що дало змогу оптимізувати температурний режим у школі.
Спільними зусиллями  агрофірми, школи  та райвідділу освіти  проведено капітальний ремонт та естетичне оформлення приміщення шкільної їдальні. Проводиться капітальний ремонт приміщення школи, заміна вікон, меблів та обладнань.
В останні роки педагогічний колектив почав більше займатися науковою роботою з учнями. Зросла кількість учасників  районних та обласних предметних олімпіад.
Щороку випускники школи підтверджують свої знання при вступі до вищих навчальних закладів, 50-60% випускників стають студентами.
У 2006 році школа стала лауреатом Всеукраїнського конкурсу «Сто кращих шкіл України» в номінації «Школа – соціокультурний центр села».
З 2005 року школа підключена до мережі Інтернет. У школі здійснюється викладання курсу «Прикладна інформатика», розробленого Центром Інформаційних Технологій (ІТС) міста Київ, яке успішно проводить учитель математики та інформатики за фахом Афанасьєв Анатолій Володимирович. Педагог не замкнувся у рамках точних наук, навпаки, працює так, щоб разом із знаннями розвивати у дітей творчу уяву, вчити мислити, узагальнювати, робити власні висновки. Учитель створив вебсайт школи, систематично слідкує за його наповненням, має п’ять власних сайтів.
Анатолій Володимирович у 2000 році отримав звання «Відмінника народної освіти України», має вищу кваліфікаційну категорію, нагороджений Почесною грамотою управління освіти і науки Полтавської ОДА, грамотами Полтавського обласного інституту післядипломної педагогічної освіти, районного відділу освіти, Почесною грамотою Оржицької РДА, має сертифікат учасника обласного фестивалю «Золотий фонд уроків Полтавщини» (2012).
Тридцять сім років трудового стажу, сотні учнів, які пішли в життя, щиро дякуючи своєму Учителю за допомогу у формуванні активної життєвої позиції.
На сьогодні педагогічний колектив Круподеринської ЗОШ І-ІІІ ст. – стабільний. У школі працює 18 вчителів, значну частину яких складають випускники школи.